# Maciá
Maciá är en ort i Argentina.   Den ligger i provinsen Entre Ríos, i den centrala delen av landet, 290 km norr om huvudstaden Buenos Aires. Maciá ligger 76 meter över havet och antalet invånare är 5 806.
Terrängen runt Maciá är mycket platt. Runt Maciá är det glesbefolkat, med 9 invånare per kvadratkilometer..
Trakten runt Maciá består i huvudsak av gräsmarker.